# Concistori di papa Alessandro VIII

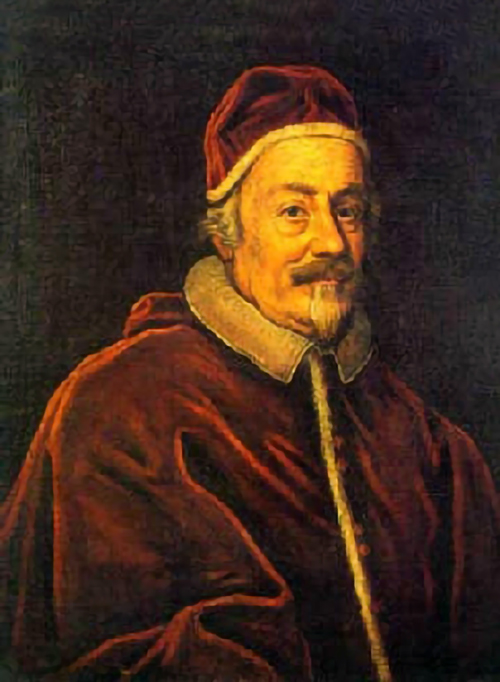
Papa Alessandro VIII

Questa voce raccoglie l'elenco completo dei concistori per la creazione di nuovi cardinali presieduti da papa Alessandro VIII, con l'indicazione di tutti i cardinali creati. In tre concistori, Alessandro VIII ha creato 14 cardinali, provenienti da due nazioni: 13 italiani e 1 francese.

## 7 novembre 1689 (I)
Il 7 novembre 1689, durante il suo primo concistoro, papa Alessandro VIII ha creato un nuovo cardinale:
- Pietro Ottoboni, nipote di Sua Santità e referendario dei Tribunali della Segnatura Apostolica; creato cardinale diacono di San Lorenzo in Damaso; deceduto il 29 febbraio 1740.

## 13 febbraio 1690 (II)
Il 13 febbraio 1690, papa Alessandro VIII creò 11 nuovi cardinali:
- Bandino Panciatichi, patriarca titolare di Gerusalemme dei Latini, vescovo assistente al Soglio Pontificio; creato cardinale presbitero di San Tommaso in Parione; deceduto il 21 aprile 1718;
- Giacomo Cantelmo, arcivescovo titolare di Cesarea di Cappadocia, segretario della C. per i Vescovi e i Regolari;cardinale presbitero dei Santi Marcellino e Pietro; deceduto l'11 dicembre 1702;
- Ferdinando d'Adda, arcivescovo titolare di Amasea, nunzio apostolico in Inghilterra; creato cardinale presbitero di San Clemente; deceduto il 27 gennaio 1719;
- Toussaint de Forbin-Janson, vescovo di Beauvais; creato cardinale presbitero di Sant'Agnese fuori le mura; deceduto il 24 marzo 1713;
- Giambattista Rubini, nipote di Sua Santità, vescovo di Vicenza, Segretario di Stato; creato cardinale presbitero di San Lorenzo in Panisperna; deceduto il 17 febbraio 1707;
- Francesco del Giudice, chierico della Camera Apostolica, già governatore di Roma; creato cardinale presbitero di Santa Maria del Popolo; deceduto il 10 ottobre 1725;
- Giovanni Battista Costaguti, decano della Camera Apostolica; creato cardinale presbitero di San Bernardo alle Terme; deceduto l'8 marzo 1704;
- Carlo Bichi, uditore della Camera Apostolica, protonotario apostolico; creato cardinale diacono di Santa Maria in Cosmedin; deceduto il 7 novembre 1718;
- Giuseppe Renato Imperiali, tesoriere generale della Camera Apostolica; creato cardinale diacono di San Giorgio in Velabro; deceduto il 15 gennaio 1737;
- Luigi Omodei, junior, chierico della Camera Apostolica; creato cardinale diacono di Santa Maria in Portico Campitelli; deceduto il 18 agosto 1706;
- Giovanni Francesco Albani, segretario per i brevi ai principi; creato cardinale diacono di Santa Maria in Aquiro; poi eletto papa con il nome di Clemente XI il 23 novembre 1700; deceduto il 19 marzo 1721.

## 13 novembre 1690 (III)
Il 13 novembre 1690, papa Alessandro VIII creò 2 nuovi cardinali:
- Francesco Barberini, junior, pronipote di papa Urbano VIII, uditore della Camera Apostolica; creato cardinale diacono di Sant'Angelo in Pescheria; deceduto il 17 agosto 1738;
- Lorenzo Altieri, pronipote di papa Clemente X, protonotario apostolico; creato cardinale diacono di Santa Maria in Aquiro; deceduto il 3 agosto 1741.

## Fonti
- (EN) Salvador Miranda, Alexander VIII, su fiu.edu – The Cardinals of the Holy Roman Church, Florida International University.